# ABC Arbitrage
ABC Arbitrage est une société française spécialisée dans la conception de stratégies d'arbitrages sur la plupart des marchés financiers européens et américains. Le groupe réalise des opérations visant à exploiter des différences de prix injustifiées entre instruments financiers convergents à un terme donné. Les positions prises concernent presque exclusivement des actions et des dérivés d'actions.

## Historique
La société ABC Arbitrage, créée en mars 1995, vend ses conseils dans le domaine boursier aux investisseurs institutionnels.
Depuis 1997, elle gère ses fonds propres sur les marchés financiers européens et américains.
Le 3 février 1999, ABC Arbitrage fait son entrée au marché libre d'Euronext à la bourse de Paris et le 13 février 2003, le titre est coté sur le marché réglementé d'Euronext.
En 2004, ABC Arbitrage décide de se diversifier en commercialisant la gestion pour compte de tiers.
En juin 2007, la société de gestion ABC arbitrage Asset Management est créée et émet son premier fonds d'investissement.
En 2014, elle intervient sur 70 places boursières d'Europe, d'Amérique du Nord et d'Asie.
Le 2 février 2016, Theta Participations (nouvelle dénomination sociale d'ABC participation et gestion) démissionne du poste d'administrateur,.
Au 1er semestre 2020, la crise boursière liée au Covid-19 permet à ABC Arbitrage d'améliorer nettement ses résultats, grâce à des prises de position qui exploitent la volatilité du marché des actions.

## Personnel
La société emploie 77 salariés (2019) répartis sur 3 sites : Dublin, Paris et Singapour.

## Actionnariat
Liste des principaux actionnaires au 31 octobre 2021 :
| Aubépar Industries                             | 14,1% |
| Financière WDD                                 | 11,9% |
| Eximium                                        | 6,41% |
| David Hoey                                     | 5,41% |
| Dominique Ceolin                               | 4,23% |
| BlackRock Fund Advisors                        | 1,11% |
| Norges Bank Investment Management              | 0,67% |
| ABC arbitrage (Autodétention)                  | 0,63% |
| Investissements et Prestations Administratives | 0,60% |
| Mandarine Gestion                              | 0,44% |